# Edo Murtić
Edo Murtić (Velika Pisanica, 4. svibnja 1921. – Zagreb, 2. siječnja 2005.), hrvatski slikar, grafički dizajner, kazališni scenograf, akademik.

## Životopis
Rođen je u Velikoj Pisanici kraj Bjelovara. Njegova se obitelj 1925. seli u Zagreb, gdje polazi osnovnu i srednju školu. Studirao je na Akademiji primijenjene umjetnosti. Profesori su mu bili Petar Dobrović i Ljubo Babić.
Prvu samostalnu izložbu imao je 1935. u Zagrebu. Od 1941. sudjeluje u Drugom svjetskom ratu, a 1943. se uključuje u pokret otpora protiv fašista. Puno je putovao u inozemstvo, posebno Francusku, SAD i Italiju. Njegovi radovi dobili su međunarodna priznanja. 
Ostvario je 150 samostalnih i oko 300 skupnih izložbi na svim kontinentima. Njegova su djela prisutna u većini izvrsnih privatnih i javnih kolekcija po čitavom svijetu. Radio je i kazališnu scenografiju, murale i mozaike.
Bio je član Hrvatske akademije znanosti i umjetnosti (HAZU) te Hrvatskog helšinskog odbora. Uglavnom je živio u Zagrebu i Vrsaru. Proglašen je počasnim građaninom grada Bjelovara. U gradu na korzu kod muzeja podignuta je skulpura njemu u čast. Umro je u Zagrebu.

## Galerija radova
- Grob obitelji Pirker na Mirogoju
- Grob obitelji Šeferov na Mirogoju
- djelo u luku između kapele i arkada Mirogoju
- Mozaik na unutarnjim zidovima pošte na Korzu u Rijeci izradio je Edo Murtić

## Djela
- Šušnjarska bitka u Vučjaku Kamenskom.[1]
- oslikao je zidove predvorja samostojne višekatnice Kockice u Zagrebu.